# مطار ييوو
مطار ييوو (بالإنجليزية: Yiwu Airport)‏ (إياتا: YIW، إيكاو: ZSYW) يقع في مدينة ييوو في جمهورية الصين الشعبية. صنف مطار ييوو في المرتبة الستون في الصين من حيث عدد الركاب عام 2011 وفقًا لإدارة الطيران المدني في الصين، حيث تعامل مع 761,938 راكب، وبلغ إجمالي حركة الطائرات (القادمة والمغادرة) 6,746 طائرة وقد بلغت كمية البضائع المنقولة عبر المطار 3,414 طن.

## شركات الطيران والوجهات
| شركـات طيـران             | الوجهات |
| ------------------------- | --- |
| طيران الصين               | مطار بكين العاصمة الدولي، مطار جينغديو الجديد |
| طيران ماكاو               | مطار ماكاو الدولي |
| خطوط شرق الصين الجوية     | مطار جينغديو الجديد، مطار جينان الدولي، مطار كونمينغ جانغشوي الدولي، مطار غينغادو جياودونغ الدولي، مطار تاييوان وسو الدولي، مطار ووهان الدولي، مطار شيان شيانيانغ الدولي، مطار ينتشوان خه دونغ |
| طيران الصين اكسبرس        | مطار تشونغتشينغ جيانغبى الدولي، مطار كورلا |
| خطوط جنوب الصين الجوية    | Bazhong، مطار بكين داشينغ الدولي، مطار تشانغتشون الدولي، مطار تشونغتشينغ جيانغبى الدولي، مطار قوانغتشو باييون الدولي، مطار قوييانغ لونغدونغابو الدولي، مطار هوايان ليانشوي، مطار جييانغ شاوشان، مطار كونمينغ جانغشوي الدولي، مطار نانينغ الدولي، مطار سانيا فينيكس الدولية، مطار شنيانغ الدولي، مطار شينزين باوان الدولي، مطار تاييوان وسو الدولي، مطار تيانجين الدولي، مطار أورومتشي الدولي، مطار شيان شيانيانغ الدولي، مطار ينتشوان خه دونغ، مطار تشنغتشو الدولي، مطار تشوهاى سانزو |
| China United Airlines     | مطار بكين داشينغ الدولي |
| Chongqing Airlines        | مطار تشونغتشينغ جيانغبى الدولي |
| Colorful Guizhou Airlines | مطار جينغديو الجديد، مطار قوييانغ لونغدونغابو الدولي، مطار رينهواي ماوتاي |
| Donghai Airlines          | مطار شينزين باوان الدولي |
| LJ Air                    | مطار هاربين الدولي، مطار شينزين باوان الدولي |